# Strada di categoria KR5
La strada di categoria KR5 è una categoria di carico del traffico istituita in Polonia e formalizzata nel Dziennik Ustaw numero 43 posizione 430 del 2 marzo 1999.